# Lipnica (Środa Śląska)
Pour les articles homonymes, voir Lipnica.
Lipnica est une localité polonaise de la gmina et du powiat de Środa Śląska en voïvodie de Basse-Silésie.